# Нестор (Попович)
Епи́скоп Не́стор (в миру Ни́кола По́пович, серб. Николај Поповић; 1 февраля 1833, село Шума — 19 марта 1884, Заечар) — епископ Белградской митрополии, епископ Нишский.

## Биография
Родился 1 февраля 1833 года в селе Шуме близ Крагуевца в священнической семье.
По окончании Белградской семинарии был рукоположен во священники 15 августа 1852 года.
Сначала помогал отцу в его родном приходе, а позднее был назначен помощником священника в Крагуеваце. Овдовев, он отправился в Россию, где за 7 лет закончил Киевскую духовную академию.
Вернулся на родину в 1863 году, после чего служил в Духовном суде Белградской митрополии, с 1865 года стал наставником Белградской гимназии.
Произведен в сан протоиерея в 1868 году, став в то же время наставником семинарии, а затем и её
ректором.
Принял постриг 11 декабря 1872 года, а 11 марта 1873 возведён в сан архимандрита.
Редактировал церковные журналы «Пастырь» и «Сион». По отзыву русского консула Алексея Беляева «был отличным богословом (специалистом по догматике), лектором и проповедником. Писал в „Сионе“, первом сербском духовном журнале, который сам же и основал».
3 апреля 1883 рукоположён во епископа Нишского.
Умер 19 марта 1884 во время посещения Неготинской епархии, администратором которой также являлся.